# Carlos Martínez Díez
Carlos Martínez Díez (Estella, 9 aprile 1986) è un ex calciatore spagnolo, di ruolo difensore.

## Palmarès

### Club

#### Competizioni nazionali
- Segunda División (Spagna): 1

Real Sociedad: 2009-2010